# Boubacar Gassama
Boubacar Gassama – senegalski piłkarz grający na pozycji obrońcy. W swojej karierze rozegrał 6 meczów i strzelił 2 gole w reprezentacji Senegalu.

## Kariera klubowa
W swojej karierze piłkarskiej Gassama grał w klubach Casa Sports i tunezyjskim Étoile Sportive du Sahel.

## Kariera reprezentacyjna
W reprezentacji Senegalu Gassama zadebiutował 29 listopada 1993 w wygranym 4:0 meczu Pucharu Amílcara Cabrala z Mauretanią, rozegranym we Freetown i w debiucie strzelił gola. W 1994 roku został powołany do kadry na Puchar Narodów Afryki 1994. Na tym turnieju rozegrał dwa mecze: grupowy z Ghaną (0:1) i ćwierćfinałowy z Zambią (0:1). Od 1993 do 1994 roku rozegrał w kadrze narodowej 6 meczów i strzelił 2 gole.